# Kaito Chida
Kaito Chida (født 17. oktober 1994) er en japansk fodboldspiller, som spiller for den japanske fodboldklub Blaublitz Akita.